# Casa de les Plomes
La Casa de les Plomes és una obra del municipi de Castelldefels (Baix Llobregat) inclosa en l'Inventari del Patrimoni Arquitectònic de Catalunya.

## Descripció
Construcció de planta baixa, pis i golfes sobresortint per damunt de la coberta-terrat. Les quatre façanes són simètriques. El cos central, on hi ha les golfes, és cobert a dues vessants i té bigues de fusta.
Va ser reformada afegint-hi forjats rígids, teules de formigó negre i recreixent les baranes del terrat. Cal remarcar la simetria de les façanes, amb abundants obertures rectangulars, i la porta d'entrada encarada al sud-est.

## Història
És un dels edificis més antics d'aquest sector a tocar la via del ferrocarril. De fet, l'any 1902, prop seu es va projectar una fàbrica de maons que connectava amb l'estació mitjançant un carril per a vagonetes.
Consta que pels volts del 1940 fou fàbrica de plomes.